# Vestale (1756)
Pour les autres navires du même nom, voir HMS Flora.
La Vestale est une frégate 30 canons de la Marine royale française, construite sur des plans de Jean-Joseph Ginoux. Lancée en 1756 pendant la guerre de Sept Ans, elle est capturée en 1761 par la Royal Navy qui la fait s’échouer en 1778 pour éviter que les Français ne la reprennent. Elle est remise à flot et vendue à la France en 1784. Les Britanniques la reprennent en 1798 et la détruisent.

## Carrière

### LaVestale
La frégate est présente à la bataille des Cardinaux, le 20 novembre 1759 dans l'escadre de Conflans. Elle est capturée par le HMS Unicorn (en) le 8 janvier 1761, après s’être échappée du blocus de la Vilaine dans la nuit du 6 au 7 janvier 1761. Elle est alors sous le commandement du capitaine Boisbertelot.
L’interception a lieu à hauteur de l’archipel des Glénan et un combat de deux heures précède la capitulation de la frégate.
John Hunt, le capitaine anglais, est blessé lors du troisième assaut et meurt de ses blessures une heure après la fin du combat. Les Anglais déplorent cinq tués et dix blessés, la plupart sérieusement atteints. Les Français ont eu de nombreux tués et blessés, dont le capitaine Boisbertelot qui a perdu une jambe et qui décède de ses blessures le jour suivant. Le lieutenant John Symons, qui prend le commandement de l'Unicorn après la mort de Hunt, décrit l'armement de la Vestale, 26 canons de 12 et de 9 sur son pont inférieur et quatre bouches de 6 livres à l’arrière, avec 220 hommes à son bord.

### Le HMSFlora

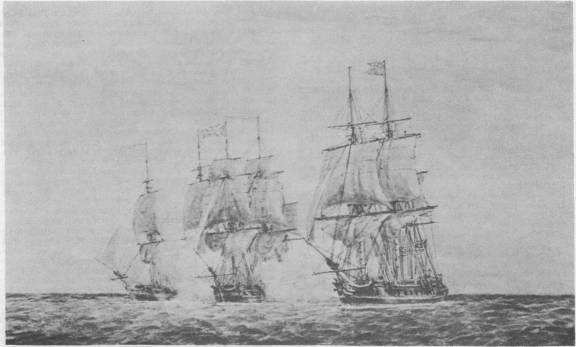
L’USS Hancock et l’USS Boston s’emparant du HMS Fox.

La Royal Navy réarme en juillet 1761 la Vestale sous le nom HMS Flora, sous le commandement du capitaine Gamaliel Nightingale, pour patrouiller le secteur de la Manche et des Downs. Le capitaine C. Saxton en assure le commandement à partir de janvier 1771 dans la Manche, puis le G. Collier la conduit à Kronstadt, où elle parvient le 2 juin 1772, avec à son bord le nouvel ambassadeur. Le capitaine John Brisbane reçoit le commandement de la frégate en décembre 1775. Elle part alors pour l’Amérique du Nord le 29 avril 1776. Le 8 juillet 1777, la Vestale reprend possession du HMS Fox (en) dont les Américains se sont emparés un mois auparavant.
Le 30 mai 1778, cent hommes du 54e régiment d’infanterie embarquent pour attaquer les moulins et ateliers de Fall River, la galère Pigot (en), ainsi que d’autres navires, en soutien. Un affrontement soutenu a lieu lorsque les troupes parviennent sur l’objectif, après l’échouage de la galère. Une menuiserie et un moulin à farine, une réserve de bois, d'autres édifices et quelques barques en cèdre sont détruits. Les Anglais se replient alors, deux hommes ayant été tués et cinq autres blessés dont deux officiers. Au retour de la Pigot, remise à flot par la marée montante et prise en remorque par la Flora, des batteries terrestres tuent deux hommes d’équipage de la frégate et en blessent grièvement un officier.
L'escadre de d'Estaing parviennent dans la baie de Narragansett le 29 juillet 1778 pour soutenir l’armée américaine commandée par le général Washington durant la bataille de Rhode Island. Le 30 juillet, quatre navires de ligne français pénètre dans la baie de Narraganset et se mettent en position au nord de l’île Conanicut pour soutenir les forces américaines et françaises. L'arrivée de la flotte française piège plusieurs navires britanniques, dont le Flora.
Le capitaine Brisbane, étant l’officier naval britannique le plus ancien, ordonne aux navires anglais de débarquer armes, munitions et équipages et de les mettre à disposition de la garnison de Newport. Le Flora étant prisonnière du port intérieur, Brisbane ordonne le 5 août de l’échouer dans l’eau peu profonde. Au total, la Royal Navy doit se résoudre à détruire dix de ses navires.

### Retour au service de la France
Les Américains, après la prise de Newport, remettent à flot la Flora et la réparent. Elle est alors conduite à Bordeaux où la Marine française la rachète en septembre 1784. Elle porte alors de nom de Flore américaine pour la distinguer de la frégate Flore construite entretemps et lancée en 1769. La Marine française la remet en état entre janvier et mai 1786. L'année suivante, la frégate est renommée Flore. En 1788, elle est réarmée en corvette avec des canons de 8 livres.
Elle est ensuite retirée du service et envoyée à Rochefort pour être désarmée deux années après et vendue le 4 juillet 1792. Ses nouveaux propriétaires, personnes privées, la renomment Citoyenne Française en avril 1793 et l’enregistrent à Bordeaux au mois de mai de la même année. Elle est réquisitionnée au mois d’août par la Marine française, puis rendue à ses propriétaires en décembre 1795.

### Fin de service
Le HMS Phaeton et le HMS Anson (en) la capturent le 8 septembre 1798 après une poursuite de plus de 20 heures et une chasse d’une semaine. Le commandant du Phaeton, Robert Stopford, décrit la Flore comme une frégate de 36 canons et de 255 hommes.
À la suite de cette capture, la Flore est vendue pour être démantelée.

## Hommages
Une maquette de la frégate est présentée au musée national de la Marine de Paris ainsi qu’au musée national de la Marine de Toulon.